# Giulia Gabbrielleschi
Giulia Gabbrielleschi, född 24 juli 1996, är en italiensk simmare.

## Karriär
I juni 2022 vid VM i Budapest tog Gabbrielleschi sin första individuella VM-medalj – ett brons – på 5 km öppet vatten. Hon tog även ett brons med Italien i lagtävlingen.